# جيفودان
جيفودان هي شركة سويسرية متعددة الجنسيات لتصنيع النكهات والعطور ومكونات مستحضرات التجميل النشطة. اعتبارًا من عام 2008، أصبحت أكبر شركة في العالم في صناعات النكهات والعطور . 

## ملخص
تطور روائح ونكهات الشركة لصانعي الأطعمة والمشروبات، وتستخدم أيضًا في السلع المنزلية، بالإضافة إلى منتجات العناية الشخصية والعطور.
تمتلك الشركة مجالين عمل:
- النكهات والمذاق والحلول الوظيفية والغذائية لصناعة المواد الغذائية (المالحة ومنتجات الألبان والحلويات والمشروبات).
- العطور وتطوير حلول الجمال والرفاهية للعناية الشخصية والعناية بالأقمشة والنظافة والعناية المنزلية والعطور الفاخرة والجمال.

عادة ما تكون نكهات وروائح جيڤودان مصنوعة خصيصًا وتباع بموجب اتفاقيات سرية.  تستخدم سينتريك جيڤودان (Givaudan ScentTrek)، وهي تقنية تلتقط التركيب الكيميائي للرائحة من النباتات الحية.  تمتلك الشركة مواقع في أوروبا وأفريقيا والشرق الأوسط وأمريكا الشمالية وأمريكا اللاتينية وآسيا والمحيط الهادئ.  في عام 2024 ، بلغت مبيعات جيڤودان 7.4 مليار فرنك سويسري . تعد واحدة من أكبر 30 شركة مدرجة في سويسرا من حيث القيمة السوقية. في عام 2021، احتلت جيڤودان المرتبة الأولى في قائمة فودتلكس (FoodTalks) العالمية لأفضل 50 شركة عالمية للنكهات الغذائية و العطور. 
هدف الشركة هو "خلق حياة أكثر سعادة وصحة مع حب الطبيعة. تركز على أربعة مجالات: الإبداع والطبيعة والأشخاص والمجتمعات. تشمل طموحات الشركة مضاعفة أعمالها من خلال إبداعات تساهم في حياة أكثر سعادة وصحة بحلول عام 2030، وتصبح إيجابية مناخيًا قبل عام 2050، لتصبح صاحبة عمل رائد للإدماج قبل عام 2025 وتوفير جميع المواد والخدمات بطريقة تحمي البيئة والناس بحلول عام 2030. تتوافق مجالات أهداف جيڤودان مع استراتيجيتها وطموحاتها لعام 2025. بالإضافة إلى ذلك، التزمت جيڤودان بأن تصبح شركة معتمدة لتعزيز التزاماتها لتحقيق التوازن بين الناس والأرباح والكوكب، وتعمل كقوة للخير في العالم.
جيفودان عضو في جمعية النكهات الأوروبية .  المنافسون الرئيسيون هم فیرمنيش، نكهات وعطور عالمية (International Flavours and Fragrances) و سيمرايز.

## تاريخ
تمتد جذورها التاريخية إلى غراس عام 1768 . في عام 2021، قامت بالإستحواذ على كوستم إيصانص (Custom Essence). اتبعت جيڤودان سياسة تاريخية للاختراع والاستحواذ والإبداع والشغف والابتكار، مما أثرى عالم الروائح والذوق. تأسست الشركة كشركة عطور في عام 1895 في ليون ، فرنسا على يد ليون و كزافييه جيڤودان.. في عام 1898، انتقلت جيڤودان إلى جنيف بسويسرا وأنشأت مصنعًا في فيرنير .    في عام 1946، افتتحت جيڤودان مدرسة للعطور، والتي دربت ثلث العطارين المبدعين في العالم. في عام 1948، استحوذت الشركة على شركة إرسولكو (Ersolko SA)، والتي حولت شركة جيڤودان أيضًا إلى صناعة النكهات.  في عام 1963، استحوذت شركة هوفمان-لا روش (Roche) على جيڤودان وفي عام 1964، استحوذت Roche على أحد منافسي جيڤودان، وهو رور (Roure). تأسست رور (Roure) في غراس بفرنسا خلال عام 1820. في عام 1937، ابتكر رور (Roure) أول عطر مصمم: شوكينڭ (Schocking) لـسْكْيَاپارِلِّي (سكيابارلي).   تم بناء مقر جيڤودان الأصلي للعطور في الولايات المتحدة، في تينيك، نيو جيرسي، في عام 1972 من تصميم دير سكوت، المهندس المعماري لبرج ترامب.  انتقلت الشركة لاحقًا إلى إيست هانوفر، نيو جيرسي . 

### جيفودان رور
في عام 1991 تم دمج جيڤودان و رور لتشكيل جيڤودان-رور.  وفي عام 1991 أيضًا، اشترت الشركة فريتشه و دودج و أولكوت.  في عام 1997، استحوذت جيڤودان-رور على شركة نكهات أخرى، تيستميكر (Tastemaker)، ومقرها في سينسيناتي، أوهايو. جعل الاندماج شركة جيڤودان أكبر شركة نكهات في العالم.  في عام 2000، انفصلت شركة روش عن شركة جيڤودان رور باسم جيڤودان وأدرجت في البورصة السويسرية (رمز GIVN. VX). 

### ألفية ثانية
في عام 2002، استحوذت جيڤودان على قسم النكهات في شركة نستله،  والذي حصلت نستله فيه على حصة 10٪ في الشركة.  في العام التالي، اشترت جيڤودان شركة نكهة الجبن (IBF).  في عام 2004 وسعت الشركة عملياتها في الصين ، والتي كانت قائمة منذ التسعينيات. 
في 22 نوفمبر 2006 ، أعلنت شركة جيڤودان عن استحواذها على شركة كويست إنترناشيونال (Quest International) ليتم استكمالها في الربع الأول من عام 2007.    في 21 فبراير 2007 ، وافق الاتحاد الأوروبي على اندماج جيڤودان و كويست لإزالة العقبة التنظيمية النهائية للاندماج بعد أن وافقت سلطات الولايات المتحدة على الاندماج في وقت سابق من الشهر.  تم إغلاق صفقة الاندماج في 2 مارس 2007. الاستحواذ جعل جيڤودان الشركة الرائدة عالميًا في كل من العطور الفاخرة والمنتجات الاستهلاكية.  أدى الاستحواذ على كويست إلى زيادة مبيعات جيڤودان بنسبة 42٪ من 2،909 مليون فرنك سويسري في عام 2006 إلى 4،132 مليون فرنك سويسري في عام 2007. 
في عام 2013، باعت نستله حصتها في جيڤودان مقابل 1.3 مليار دولار.  بحلول عام 2014، حققت الشركة عائدات بنحو 4.6 مليار دولار أمريكي.  في ذلك العام، حصلت الشركة على أول استحواذ لها منذ كويست، حيث قامت بشراء صوليانس (Soliance).  أصدرت جيڤودان أيضًا خط تيست سلوشن ريتشنس (TasteSolutions Richness) للنكهات.  كما أطلقت مؤسسة جيڤودان برنامج يعمل مع الباتشولي وشبكات جمع المزارعين الأخرى لتأسيس ممارسات التنمية المستدامة ، يُطلق عليه برنامج إينوڤاتيڤ نتورالز (Innovative Naturals).  
منذ عام 2014، استحوذت جيڤودان على حوالي 20 شركة من بينها نتوركس (Naturex)، شركة مستحضرات التجميل التابعة لشركة أمسيلك (AMSilk) و ألبرت ڤاي (Albert Vieille) و فراڭرنس أويلز (Fragrance Oils) و ڭولدن فروڭ Golden) Frog).
في عام 2022، ترغب شركة جيڤودان، شركة الهندسة الميكانيكية بوهلر (Bühler)، و ميغرو في فتح مركز ابتكار الأطعمة المُزروعة في كمبتال. لإجراء الأبحاث هناك على اللحوم المزروعة. 

## جيڤودان و البيئة
في 10 يوليو 1976، أطلقت كارثة سيفيزو، أسوأ كارثة بيئية في إيطاليا، سحابة سامة في الغلاف الجوي. قضت أعلى محكمة في إيطاليا بتعويضات معنوية للسكان بسبب القلق الذي لحق بهم. دفعت جيڤودان، الشركة الأم لـإكميسا (ICMESA) مبلغ 103.9 مليون يورو (90.3 مليون دولار أمريكي) كتكاليف تنظيف وتعويض لأولئك الذين عانوا من إصابات جسدية نتيجة للحادث. 
رحلة الاستدامة
بدأت رحلة الاستدامة الحالية لشركة جيڤودان في عام 2009، بناءً على تراث الشركة البالغ 250. أعلنت جيڤودان في عام 2010 عن دعمها للاتفاق العالمي للأمم المتحدة، وفي عام 2015 أصبحت عضوًا في RE100؛ الالتزام بنسبة 100٪ من الكهرباء المتجددة بحلول عام 2025. اعتبارًا من نهاية عام 2021، حققت الشركة 84٪ من الكهرباء المتجددة. في عام 2017، حددت جيڤودان أهدافًا لانبعاثات غازات الدفيئة بما يتماشى مع مبادرة الأهداف القائمة على العلم (SBTi) بالإضافة إلى الالتزام بالمساهمة في أهداف التنمية المستدامة للأمم المتحدة (SDGs).
في عام 2019 ، أعلنت جيڤودان عن نهج جديد للاستدامة مع إطلاق هدفها؛ خلق حياة أكثر سعادة وصحة مع حب الطبيعة. مدعومين بأهداف وطموحات في مجالات الإبداع والناس والطبيعة والمجتمعات. خلال عام 2019، قامت جيڤودان بمواءمة أهدافها مع طموح الأعمال للأمم المتحدة بمقدار 1.5 درجة. في نهاية عام 2021 خفضت جيڤودان نطاق انبعاثاتها 1 و 2 بنسبة 31٪ مقارنة بخط الأساس لعام 2015 وانبعاثات النطاق 3 بنسبة 4٪ في نفس الإطار الزمني. في عام 2021، نشرت الشركة سياسة حقوق الإنسان الخاصة بها وعززت نهجها تجاه التوريد المسؤول من خلال إطلاق برنامج سورسين-فور-ڭود (Sourcing4Good). اعتبارًا من أبريل 2022، كان هناك 24 مشروعًا رائدًا يعمل على المستوى المتقدم (الأعلى) من هذا البرنامج، بما في ذلك المشاريع التي يتم تسليمها بالتعاون مع مؤسسة جيڤودان ومع شركاء خارجيين مثل مؤسسة إيرثورم (Earthworm Foundation).

## روابط خارجية
- الموقع الرسمي